# Липово (Чебоксарский район)
Ли́пово (чув. Çăкалăхъял) — деревня, расположенная в Чебоксарском районе Чувашской Республики. Входит в состав Атлашевского сельского поселения.

## География
Расстояние до столицы республики, города Чебоксары, — 24 км, до районного центра, посёлка Кугеси, — 26 км, до железнодорожной станции (Чебоксары) — 24 км. Деревня расположена к югу от Новочебоксарска.
Часовой пояс
Деревня Липово, как и вся Чувашская Республика, находится в часовой зоне МСК (московское время). Смещение применяемого времени относительно UTC составляет +3:00.
Административно-территориальная принадлежность
Деревня находилась в составе Алымкасинской волости Чебоксарского уезда, с 1 октября 1927 года — в составе Чебоксарского района. Сельский совет: Толиковский (с 1 октября 1927 года):182. Сельское поселение: Атлашевское (с 1 января 2006 года). 

## История
Деревня появилась в XVIII веке как выселок деревни Изеево (ныне не существует). Жители — до 1866 года государственные крестьяне; занимались земледелием, животноводством, лозоплетением и прочими промыслами. В начале XX века функционировала церковная школа грамоты.

В 1931 году образован колхоз «Малалла». 

По состоянию на 1 мая 1981 года деревня Липово Толиковского сельского совета — в составе совхоза «XXV съезд КПСС»:105.
Религия
Согласно архивным сведениям (по состоянию на 1899 год) жители деревни Липовая были прихожанами Николаевской церкви села Яндашево (Никольское) (Построена не позднее 1772 года, вновь отстроена в 1792 году на средства прихожан, обновлена в 1885 году; каменная, трёхпрестольная, главный престол во имя Святого Николая Чудотворца. Закрыта в 1940 году, не сохранилась.).

## Название
Топоним — булгаро-чувашский, от чув. ҫăкалăх — «липняк».
Историческое и прежнее названия
Историческое: Сюнаих-Ял, прежнее: Липовая (1899, 1904).

## Население
| 2010 | 2012 |
| ---- | ---- |
| 212  | ↗217 |

По данным Всероссийской переписи населения 2002 года в деревне Липово Толиковского сельского совета проживали 143 человека, преобладающая национальность — чуваши (97%).

## Инфраструктура
Функционирует СХК «Атлашевский» (по состоянию на 2010 год). Имеется клуб.
Памятники и памятные места
Обелиск воинам, погибшим в Великой Отечественной войне (уроженцам деревни Липово) (ул. Зелёная, д. 30а).

## Прочее
В непосредственной близости от деревни находится старое городское кладбище города Новочебоксарска.
22 апреля 2016 года здесь на Аллее Славы был похоронен Павел Усанов, бас-гитарист группы «Любэ».